# ساردار فالاباي باتل
كان سردار فالاباي جوهافرباي باتل (31 أكتوبر 1875 - 15 ديسمبر 1950) محاميًا هنديًا ورجل دولة، وهو أحد زعماء المؤتمر الوطني الهندي وأحد الآباء المؤسسين للهند. وهو معروف كزعيم اجتماعي هندي لعب دورًا لا نظير له في كفاح بلاده من أجل الاستقلال وقاد اندماجها إلى أمة موحدة ومستقلة. ولذلك تم اعتباره أيضًا «بسمارك (Bismarck)» الهند و«رجل الهند الحديدي». كما عُرف في الهند ومختلف أنحاء العالم باسم ساردار، وهو ما يعني رئيس باللغة الهندية، والأردية، والفارسية.
نشأ ساردار في ريف ولاية غوجارات (Gujarat) في عائلة غورجار ليفاـباتيدارز (Gurjar Leva-Patidars) كان فالاباي باتل (Vallabhbhai Patel) ناجحًا في عمله حيث عمل محاميًا عندما ألهمته لأول مرة أعمال المهاتما غاندي وفلسفته. وفيما بعد نظم باتل فلاحي ساتياغراها، وكيدا (Champaran and Kheda Satyagraha)، وبورساد (Borsad)، وباردولي (Bardoli) في ولاية غوجارات في العصيان المدني سلمي عصيان مدني ضد السياسات القمعية التي فرضها الحكم البريطاني (British Raj)؛ في هذا الحكم، أصبح واحدًا من أكثر الزعماء تأثيرًا في غوجارات. ولقد تولى ساردار قيادة المؤتمر الوطني الهندي وكان في طليعة الثورات والأحداث السياسية، وأعد الحزب لخوض الانتخابات في عام 1934م و1937م، وعزز حركة الإنهاء الهندية (Quit India movement).
وكأول وزير للشؤون الداخلية (الهند)، أو وزير الداخلية ونائب رئيس وزراء الهند، قام باتل بتنظيم إغاثة للاجئين في البنجاب (Punjab) ودلهي، ولم يدخر جهدًا في إعادة السلام بجميع أنحاء البلاد. أخذ باتيل على عاتقه مهمة إقامة دولة الهند المتحدة من محافظات الاستعمار البريطاني المخصصة للهند وأكثر من خمسمائة ولاية أميرية ذاتية الحكم، التي تم إصدارها من السلطان البريطاني من خلال قانون الاستقلال الهندي 1947م. وبالاستعانة بالدبلوماسية الصريحة، ومدعومًا بخيار القوة العسكرية واستخدامها، نجحت قيادة باتل في إقناع جميع الولايات الأميرية تقريبًا، التي لم يكن بها أغلبية مسلمة، بالانضمام إلى دولة الهند الموحدة. ولقد لُقب برجل الهند الحديدي، وعُرف أيضًا باسم «نصير» موظفي الخدمة المدنية بالهند لإنشائه خدمات عموم الهند الحديثة. كما كان باتل واحدًا من أوائل المناصرين لحقوق الملكية والمؤسسات الحرة في الهند.
ولقد تم تخليد ذكرى هذا القائد بأنشاء أطول تمثال في العالم له بتكلفة 400 مليون دولار.. وتم اسدال الستار عن تمثاله في اواخر شهر أكتوبر عام 2018 في مسقط رأسه.

## بداية حياته
ولد باتل، وهو واحد من ستة أطفال لـ«جافرباي باتيل» و«لادبا»، في نادياد في ولاية كجرات. لم يُسجل تاريخ ميلاد باتيل رسميًا؛ وقد وضعه باتل في 31 أكتوبر في أوراق امتحان شهادة الثانوية العامة. كان ينتمي إلى مجتمع «اللوفا باتل باتيدار» في وسط كجرات، ولكن بعد شهرته أصبحت كل من طائفتي «لوفا باتيل» و«كادافا باتيل» تعتبره واحدًا منها.
سافر باتيل للالتحاق بمدارس في نادياد، وبتلاد، وبورساد، وكان يعيش باكتفاء ذاتي مع الأولاد الآخرين. يُقال إنه قد عُرف بشخصيته الرواقية. تروي حكاية شائعة إنه قد شق أحد الدمامل المؤلمة الخاصة به دون أي تردد، حتى عندما كان الحلاق المكلف بالقيام بذلك يرتجف. عندما اجتاز باتل شهادة الثانوية العامة متأخرًا نسبيًا في سن الثانية والعشرين، كان الشيوخ عمومًا يرونه شابًا غير طموح ممّن سيعمل في وظيفة عادية. أما باتل نفسه، فقد كانت لديه خطة للدراسة ليصبح محاميًا، ويعمل ويدخر الأموال، ويسافر إلى إنجلترا، ويصبح محاميًا بالقضاء العالي. قضى باتل سنوات بعيدًا عن عائلته، يدرس من تلقاء نفسه من الكتب المستعارة من محامين آخرين، واجتاز امتحاناته في غضون عامين. بعد أن جلب زوجته «جافيربا» من منزل والدَيها، أقام باتل منزله في غودرا ومُنح إجازة المحاماة. خلال السنوات العديدة التي استغرقته ليوفر المال، اكتسب باتل - وهو محام الآن - سمعةً كمحامٍ قوي وماهر. أنجب الزوجان ابنة تدعى مانيبن في عام 1904، وابنًا يدعى داياباي في عام 1906. كما اعتنى باتل بصديق أُصيب بالطاعون الدملي عندما اجتاح هذا الوباء كجرات. عندما أُصيب باتل نفسه بالمرض، أرسل على الفور عائلته إلى مكان آمن، وغادر منزله، وانتقل إلى منزل معزول في نادياد (وحسب روايات أخرى، أمضى باتل هذه الفترة في معبد متهدم)؛ وهناك، تعافى ببطء.
مارس باتل المحاماة في غودرا، وبورساد، وأناند بينما كان يحمل الأعباء المالية لمنزله في كارامساد. كان باتل أول رئيس ومؤسس لمدرسة «إدوارد الثانوية التذكارية» في بورساد، المعروفة اليوم بمدرسة «جافربهاي داجيبهاي باتل» الثانوية. عندما كان قد وفر ما يكفي لرحلته إلى إنجلترا وقدم طلبًا للحصول على تصريح وتذكرة، أُرسَلت الأوراق تحت اسم «في. جاي. باتل»، إلى منزل شقيقه الأكبر فيثالباي، الذي كان يحمل الأحرف الأولى لاسم «فالاباي» نفسها. وبما أن فيثالباي كان يملك أملًا بالدراسة في إنجلترا أيضًا، احتج على أخيه الأصغر، قائلًا إنه سيكون من المعيب أن يتبع الأخ الأكبر أخاه الأصغر. تماشيًا مع القلق على شرف عائلته، سمح باتل لفيثالباي بالذهاب بدلًا منه.
في عام 1909، نُقلت زوجة باتل «جافربا» إلى المستشفى في بومباي (مومباي الحالية) لإجراء عملية جراحية كبيرة لعلاج السرطان. تدهورت حالتها الصحية فجأة، وعلى الرغم من نجاح الجراحة الطارئة التي خضعت لها، فقد توفيت في المستشفى. أُعطي باتل رسالة صغيرة تخبره بوفاة زوجته أثناء استجوابه لشاهد في المحكمة. وفقًا للشهود، فإن باتل قد قرأ الرسالة، ثم وضعها في جيبه، واستمر في استجوابه وفاز بالقضية. لم ينقل الخبر للآخرين إلا بعد انتهاء الإجراءات في المحكمة. قرر باتل عدم الزواج من جديد. تولى تربية أطفاله بمساعدة أسرته وأرسلهم إلى مدارس باللغة الإنجليزية في بومباي. في سن السادسة والثلاثين سافر إلى إنجلترا والتحق بكلية «ميدل تمبل» القانونية في لندن. أكمل باتل دورة مدتها 36 شهرًا في 30 شهرًا، وحاز على المرتبة الأولى في صفه رغم عدم امتلاكه أي خلفية جامعية.
بالعودة إلى الهند، استقر باتل في أحمد آباد وأصبح أحد أنجح المحامين في المدينة. كان يرتدي ملابس على الطراز الأوروبي ويتصرف بسلوكيات حضارية، وأصبح ماهرًا في لعبة «البريدج» الورقية. احتضن باتل طموحاته لتوسيع مهنته وتجميع ثروة كبيرة وتزويد أطفاله بتعليم حديث. أبرم اتفاقًا مع شقيقه فيثالباي ليدعم دخول الأخير في السياسة في ولاية بومباي، في حين يبقى باتل في أحمد آباد لإعالة الأسرة.

## الكفاح من أجل الحكم الذاتي
بناء على حث أصدقائه، خاض باتل الانتخابات من أجل منصب مسؤول الصحة العامة في أحمد آباد عام 1917 وفاز بها. ورغم تصادمه في كثير من الأحيان مع المسؤولين البريطانيين حول القضايا المدنية، لم يبد باتل أي اهتمام بالسياسة. عند سماعه بـ«موهانداس كرمشاند غاندي»، قال مازحًا للمحامي والناشط السياسي «غانيش فاسوديف مافلانكار»: «غاندي سيسألك إذا كنت تعرف كيف تنخل الحصى من القمح. ومن المفترض بذلك أن يحقق الاستقلال». أدى اجتماع لاحق مع غاندي، في أكتوبر 1917، إلى تغيير جذري برأي باتل الذي انضم إلى كفاح الاستقلال الهندي.
في سبتمبر 1917، ألقى باتل خطابًا في بورساد، مشجعًا الهنود في جميع أنحاء البلاد على التوقيع على عريضة غاندي التي تطالب بالحكم الذاتي من بريطانيا. وبعد شهر، التقى غاندي لأول مرة في مؤتمر كجرات السياسي في غودرا. بناءً على تشجيع غاندي، أصبح باتل أمينًا لمنظمة «كجرات سبها»، وهي الهيئة العامة التي ستصبح الذراع الكجراتية لحزب المؤتمر الوطني الهندي. حارب باتل الآن بقوة ضد العبودية – استعباد الأوروبيين القسري للهنود – ونظم جهودًا للإغاثة في أعقاب حدوث الطاعون والمجاعة في خيدا. عندما رفضت السلطات البريطانية طلب فلاحي خيدا بإعفائهم من الضرائب. أيد غاندي القيام بكفاح هناك، ولكنه لم يستطع قيادته بنفسه بسبب أنشطته في شامباران. عندما طلب غاندي من ناشط كجراتي أن يكرس نفسه تمامًا للمهمة، تطوع باتل، الأمر الذي أسعد غاندي كثيرًا. رغم اتخاذه للقرار على الفور، فقد قال باتل في وقت لاحق إن رغبته والتزامه جاءا بعد تفكير شخصي مكثف، فقد أدرك أنه سيتعين عليه التخلي عن طموحاته المهنية والمادية.

### ساتياغراها في كجرات
بدأ فالاباي باتل بدعم من متطوعي الكونغرس «نارهاري باريخ» و«موهانلال بانديا» و«عباس تيابجي»، بجولة على كل قرية في منطقة خيدا، حيث وثقوا المظالم وطلبوا من القرويين دعمهم لإقامة تمرد على مستوى البلاد عن طريق رفضهم دفع الضرائب. أكد باتل على المصاعب المحتملة والحاجة إلى الوحدة الكاملة واللاعنف في وجه الاستفزاز. وتلقى استجابة حماسية من كل قرية تقريبًا. عندما بدأ التمرد وحُجبت إيرادات الضرائب، أرسلت الحكومة فرق الشرطة والترهيب للاستيلاء على الممتلكات، بما في ذلك مصادرة حيوانات الحظائر ومزارع بأكملها. نظم باتل شبكة من المتطوعين للعمل مع القرى الفردية، لمساعدتهم على إخفاء الأشياء الثمينة وحماية أنفسهم من الغارات. أُلقي القبض على الآلاف من الناشطين والمزارعين، ولكن لم يُعتقل باتل. أثار التمرد التعاطف والإعجاب في جميع أنحاء الهند، وحتى بين السياسيين الهنود المؤيدين لبريطانيا. وافقت الحكومة على التفاوض مع باتل وقررت تعليق دفع الضرائب لمدة عام، وحتى تخفيض معدلها. ظهر باتل كبطل للكجراتيين. في عام 1920، انتُخب رئيسًا للجنة الكونغرس «كجرات براديش» المُنشأة حديثًا؛ وشغل هذا المنصب حتى عام 1945.
دعم باتل حركة غاندي في عدم التعاون، وجال البلاد لتجنيد أكثر من 300,000 عضو وجمع أكثر من 1.5 مليون روبية لصندوق الأموال. أثناء المساعدة في تنظيم مشاعل النيران في أحمد آباد حيث كانت البضائع البريطانية تُحرق، ألقى باتل كل ملابسه إنجليزية الطراز في النار. وتحول بالكامل مع ابنته ماني وابنه دايا إلى ارتداء ثياب الخادي الهندية، والملابس القطنية المنتجة محليًا.
أيد باتل أيضًا قرار غاندي المثير للجدل بتعليق المقاومة في أعقاب حادثة تشوري تشورا. في غوجارت، عمل على نطاق واسع في السنوات التالية لمكافحة إدمان الكحول وظاهرة النبذ والتمييز الطبقي وتمكين المرأة أيضًا. داخل المؤتمر، كان مؤيدًا حازمًا لغاندي ضد منتقديه السواراجيين. انتُخب باتل رئيسًا لبلدية أحمد أباد في الأعوام 1922 و1924 و1927. وخلال ولايته، أشرف على التحسينات في البنى التحتية: فقد زيدت إمدادات الكهرباء، ووُسعت شبكات صرف الفضلات والصرف الصحي في مختلف أنحاء المدينة. وخضع النظام المدرسي لإصلاحات كبيرة. ناضل من أجل الاعتراف بالمدرسين العاملين في المدارس التي أنشأها القوميون (المستقلون عن السيطرة البريطانية) وإعطائهم أجورهم، بل وتبنى قضايا هندوسية-إسلامية حساسة. قاد باتل شخصيًا جهود الإغاثة في أعقاب هطول الأمطار الغزيرة عام 1927 التي تسببت بفيضانات كبرى في المدينة ومنطقة خيدا وخلفت دمارًا كبيرًا في الأرواح والممتلكات. أنشأ مراكزًا للاجئين في جميع أنحاء المقاطعة، وحشد المتطوعين، وأمن الترتيبات اللازمة لتأمين الإمدادات من الأغذية والأدوية والملابس، فضلًا عن أموال الطوارئ من الحكومة والجمهور.
عندما كان غاندي سجينًا، طلب أعضاء في المؤتمر من باتل قيادة ساتياغراها في ناغبور في عام 1923 ضد قانون يحظر رفع العلم الهندي. نظم آلاف المتطوعين من جميع أنحاء البلد للمشاركة في موكب لأشخاص ينتهكون ذلك القانون. تفاوض باتل على تسوية أمن فيها الإفراج عن جميع السجناء والسماح للقوميين لرفع العلم علنًا. في وقت لاحق من ذلك العام، كشف باتل وحلفاؤه أدلة تشير إلى أن الشرطة كانت في اتحاد مع عصابة محلية داوكتية/إجرامية لها صلات مع ديفار بابا في تعلقة بورساد حتى مع استعداد الحكومة لفرض ضريبة كبيرة لمكافحة العصابات اللصوصية في المنطقة. تجمع أكثر من 6000 قروي لسماع باتل يتحدث تأييدًا لاقتراح التحريض ضد الضريبة التي اعتبرت غير أخلاقية وغير ضرورية. نظم المئات من أعضاء المؤتمر، وأرسل تعليمات وتلقى معلومات من جميع أنحاء المنطقة. قاومت كل قرية في التعلقة دفع الضريبة ومنعت الاستيلاء على الممتلكات والأراضي. بعد صراع طويل، سحبت الحكومة الضريبة. يعتقد المؤرخون أن أحد الإنجازات الرئيسية التي حققها باتل هو بناء روابط التماسك والثقة بين مختلف الطبقات والمجتمعات المحلية التي كانت منقسمة على أسس اجتماعية-اقتصادية.
في أبريل 1928، عاد باتل إلى النضال من أجل الاستقلال انطلاقًا من واجباته البلدية في أحمد أباد عندما عانت بلدة باردولي من محنة مزدوجة خطيرة تمثلت بحدوث مجاعة وارتفاع شديد في الضرائب. كان ارتفاع عائدات الضرائب أشد مما كان عليه في خيدا رغم أن المجاعة قد غطت جزءًا كبيرًا من غوجارات. وبعد استجواب ممثلي القرى والتحدث معهم، والتأكيد على الصعوبات المحتملة والحاجة إلى اللاعنف والتماسك، شرع باتل في النضال منكرًا الضرائب بشكل كامل. نظم باتل متطوعين ومخيمات وشبكة معلومات عبر المناطق المتضررة. وكان رفض الضرائب أشد مما كان عليه في خيدا، وتم الاضطلاع بالعديد من أعمال ساتياغراها المتعاطفة في جميع أنحاء غوجارات. واشتد الصراع رغم عمليات الاعتقال والاستيلاء على الممتلكات والأراضي. وتصاعدت الحالة في أغسطس، عندما تفاوض -عن طريق وسطاء وديين - على تسوية شملت إلغاء رفع الضرائب، وإعادة إدراج موظفي القرى الذين استقالوا احتجاجًا على ذلك، وإعادة الممتلكات والأراضي المصادرة. كانت نساء باردولي أول من بدأ الإشارة إلى باتل باسم ساردار (أو زعيم)، وذلك أثناء النضال وبعد نصر المؤتمر الوطني الهندي في تلك المنطقة.

#### الحقوق الأساسية والسياسة الاقتصادية 1931
أصدر المؤتمر عام 1931 في ظل رئاسة الساردار باتل قرارًا بعنوان «الحقوق الأساسية والسياسة الاقتصادية».
بينما شرع غاندي بمسيرة الملح، اعتُقل باتل في قرية راس وقُدم للمحاكمة دون شهود، ودون السماح لمحامي أو صحفيين بالحضور. كان اعتقال باتل واعتقال غاندي لاحقًا سببًا في تكثيف مسيرة الملح إلى حد كبير في غوجارات إذ أطلقت المقاطعات في مختلف أنحاء غوجارات تمردًا ضد الضرائب حتى يُطلق سراح باتل وغاندي. وبمجرد إطلاق سراحهما، شغل باتل منصب الرئيس المؤقت للمؤتمر، ولكنه اعتُقل من جديد أثناء قيادته مظاهرة في بومباي. وبعد التوقيع على ميثاق غاندي-إروين، انتخب باتل رئيسًا للمؤتمر لدورته لعام 1931 في كراتشي، وهنا صدق المؤتمر على الميثاق والتزم بالدفاع عن الحقوق الأساسية والحريات المدنية. دعا الميثاق إلى إنشاء دولة علمانية ذات حد أدنى للأجور وإلى إلغاء ظاهرة النبذ والعبودية. استخدم باتل منصبه كرئيس المؤتمر لتنظيم إعادة الأراضي المصادرة إلى المزارعين في غوجارات. عند فشل مؤتمر الطاولة المستديرة في لندن، اعتُقل غاندي وباتل في يناير 1932 عندما أعيد فتح باب النضال، وسُجنا في سجن ييرافدا المركزي. خلال فترة السجن هذه، تقرب باتل وغاندي وطوّر الاثنان علاقة وثيقة من المودة والثقة والصراحة. ويمكن وصف علاقتهما المتبادلة كعلاقة الأخ الأكبر (غاندي) وشقيقه الأصغر (باتل). احترم باتل حدس غاندي وقيادته رغم وجود عدة جدالات بينهما. وفي السجن، ناقش الاثنان قضايا وطنية واجتماعية، وقرآ الملاحم الهندوسية، وتبادلا النكت. درّس غاندي السنسكريتية لباتل. احتفظ سكرتير غاندي، ماهاديف ديساي، بسجلات مفصلة عن المحادثات بين غاندي وباتل. عندما أقدم غاندي على الصيام حتى الموت احتجاجًا على النظم الانتخابية المنفصلة المخصصة للمنبوذين، اعتنى باتل بغاندي وامتنع بنفسه عن الطعام. نُقل باتل لاحقًا إلى سجن آخر في ناشك ورفض عرضًا بريطانيًا للإفراج عنه لفترة وجيزة لحضور مراسم إحراق جثة شقيقه فيثالبهاي الذي توفي في أكتوبر 1933. أطلق سراحه أخيرًا في يوليو 1934.
ارتبط منصب باتل في المؤتمر الوطني الهندي على أعلى المستويات ارتباطًا وثيقًا بدوره في منظومة الحزب منذ عام 1934 فصاعدًا (عندما تراجع المؤتمر عن مقاطعته للانتخابات). استقر في شقة في بومباي، وأصبح المسؤول الرئيسي عن جمع التبرعات في المؤتمر ورئيس المجلس البرلماني المركزي متوليًا الدور الرئيسي في اختيار وتمويل المرشحين لانتخابات 1934 للجمعية التشريعية المركزية في نيودلهي وانتخابات المحافظات 1936. وبالإضافة إلى جمع الأموال واختيار المرشحين، حدد أيضًا موقف المؤتمر من القضايا والمعارضين. لم يخض باتل المنافسة لمنصبه الخاص، ومع ذلك، أرشد أعضاء المؤتمر المنتخبين في المقاطعات وعلى الصعيد الوطني. في عام 1935 خضع باتل لعملية بواسير جراحية، ولم يثنه ذلك عن توجيه الجهود ضد الطاعون في باردولي، ومرة أخرى عندما ضرب الجفاف غوجارات في عام 1939. وجّه باتل وزارات المؤتمر التي فازت بالسلطة في جميع أنحاء الهند للحفاظ على الانضباط الحزبي. اصطدم باتل مع نهرو، معلنًا المعارضة لاعتماد الاشتراكية في دورة المؤتمر لعام 1936، وهو ما اعتقده بأنه انحراف عن الهدف الرئيسي المتمثل في تحقيق الاستقلال. في عام 1938 نظم باتل أفراد المعارضة ضد محاولات رئيس حزب المؤتمر آنذاك سوبهاش شاندرا بوز للابتعاد عن مبادئ غاندي للمقاومة غير العنيفة. رأى باتل أن بوز يريد المزيد من السلطة على الحزب. وقاد كبار قادة المؤتمر في احتجاج أسفر عن استقالة بوز. ولكن برزت الانتقادات من جانب مؤيدي بوز والاشتراكيين وغيرهم من أعضاء حزب المؤتمر بأن باتل نفسه كان يتصرف بطريقة استبدادية دفاعًا عن إدارة غاندي.

## وصلات خارجية
- ساردار فالاباي باتل على موقع IMDb (الإنجليزية)
- ساردار فالاباي باتل على موقع الموسوعة البريطانية (الإنجليزية)
- ساردار فالاباي باتل على موقع مونزينجر (الألمانية)